# Amblyseius hexadens
Amblyseius hexadens är en spindeldjursart som beskrevs av Wolfgang Karg 1983. Amblyseius hexadens ingår i släktet Amblyseius och familjen Phytoseiidae. Inga underarter finns listade i Catalogue of Life.